# Segundo concilio budista
El Segundo concilio budista tuvo lugar aproximadamente en el año 334 aC, seguramente en el lugar de Vaishali cerca de las fronteras de India y Nepal, setenta años después del Buda páranirvana. El resultado fue el primer cisma en la Sangha, probablemente causado por un grupo de reformistas llamados sthaviras que se separaron de la mayoría conservadora Mahāsāṃghika. Después de intentar sin éxito modificar el Vinaya, un pequeño grupo de «miembros ancianos», es decir, los sthaviras, se separaron de la mayoría Mahāsāṃghika, dando lugar a la secta Sthavira.

## Estudios modernos

### Adición de reglas al Vinaya
El Segundo concilio resultó con el primer cisma en la Sangha, probablemente causado por un grupo de reformistas llamados sthaviras que se separaron de la mayoría conservadora Mahāsāṃghikas, después de intentar sin éxito modificar el Vinaya dando lugar a la secta Sthavira. Con respecto a este asunto, El estudioso budista LS Cousins escribe: «Los Mahāsāṃghikas eran esencialmente un partido conservador que se resistía a un intento reformista de endurecer la disciplina. Lo más probable es que al principio fueran un cuerpo más grande, representando la masa de la comunidad, el mahāsaṃga»
El Śāriputraparipṛcchā contiene un relato en el que un monje viejo reorganiza y aumenta el Vinaya tradicional, provocando así una disensión entre los monjes que requirió el arbitraje del rey y que finalmente precipitó el primer cisma. 

Copió y reordenó nuestro Vinaya, desarrollando y aumentando lo que Mahakashyapa había codificado y que se llamó «Vinaya de la Gran Asamblea» (Mahāsāṃghavinaya). [...] El rey consideró que [las doctrinas de los dos partidos representados] eran obra de Buda, y dado que sus preferencias no eran las mismas, [los monjes de los dos campos] no debían vivir juntos. Como aquellos que estudiaron el antiguo Vinaya eran mayoría, se los llamó Mahāsāṃghika; y aquellos que estudiaron el nuevo [Vinaya] eran minoría, pero todos eran sthaviras; así ellos fueron nombrados Sthavira.

Los eruditos generalmente han estado de acuerdo en que el asunto de la disputa fue realmente una cuestión del Vinaya, y han notado que el relato de los Mahāsāṃghikas se refuerza con los textos del Vinaya mismo, ya que los vinayas asociados con los Sthaviras contienen más reglas que las del Mahāsāṃghika Vinaya. Por ejemplo, el Mahāsāṃghika Prātimokṣa tiene 67 reglas en la sección śaikṣa-dharma, mientras que la versión de Theravada tiene 75 reglas.

### Leyenda de Mahādeva
Según el relato de Theravadin, el Segundo concilio ocurrió en Vaiśālī. Su propósito era adjudicar diez puntos que constituían infracciones menores del Vinaya, como manejar dinero y comer después del mediodía. De acuerdo con este relato, unos 35 años más tarde en Pataliputra, hubo otra reunión con más de cinco puntos celebrada por una figura llamada Mahādeva.
Estos cinco puntos se referían esencialmente a las doctrinas de la falibilidad e imperfección de los arhats, a las que algunos se oponían. En esta regla, la mayoría (Mahāsaṃgha) se puso del lado de Mahādeva, y la minoría (Sthaviras) se opuso a ella, causando así una división en el Saṃgha. Sin embargo, el Samayabhedoparacanacakra registra que Mahādeva era una figura completamente diferente que fue el fundador de la secta Caitika después de más de 200 años. Algunos eruditos han concluido que una asociación de «Mahādeva» con el primer cisma fue una interpolación sectaria posterior.
Jan Nattier y Charles Prebish escriben:

Mahādeva no tiene nada que ver con el cisma primario entre los Mahāsāṃghikas y Sthaviras, emergiendo en un período histórico considerablemente posterior a lo que se suponía anteriormente, y tomando su lugar en el movimiento sectario al instigar un cisma interno dentro de la escuela Mahāsāṃghika ya existente.

### Antigüedad del Vinaya
La erudición moderna generalmente está de acuerdo en que el Mahāsāṃghika Vinaya es el más antiguo. Esto concuerda con las opiniones del monje chino Fa Xian, que viajó a la India para obtener el Mahāsāṃghika Vinaya, que se consideraba el original. Según Andrew Skilton, los futuros académicos pueden determinar que un estudio de la escuela Mahāsāṃghika contribuirá a una mejor comprensión del Dharma-Vinaya temprano que la escuela Theravada.

## Afirmación Theravada
Según explica la tradicional de Theravada, la disputa surgió sobre los «Diez puntos». Esta es una referencia a las afirmaciones de algunos monjes que rompen diez reglas, algunas de las cuales se consideraron importantes. Los puntos específicos a reformar fueron:
1. Almacenar sal en un cuerno.
2. Comer después del mediodía
3. Comer una vez y luego poder seguir si tuviera que ir de nuevo a un pueblo en busca de limosnas.
4. Celebrar la ceremonia Uposatha por separado con monjes de otra comunidad aunque vivieran en la misma ciudad.
5. Organizar actos oficiales cuando la asamblea estaba incompleta, comprometiéndose a comunicarlo a los monjes.
6. Seguir una cierta práctica porque fue hecha por el tutor o maestro de uno.
7. Estaba permitido comer leche agria después de haber hecho su comida del mediodía.
8. También se podía consumir una bebida fuerte antes de que haya sido fermentada.
9. Usar una alfombra que no era del tamaño adecuado.
10. Que se podía usar oro y plata, a veces dado a los monjes como limosna para la compra de sus comidas.

La cuestión clave fue el uso de «oro y plata», que en un idioma índico incluye cualquier tipo de dinero. Los monjes de Vesali se habían dedicado a buscar limosnas con el objetivo específico de recolectar dinero, a lo que el monje visitante Yasa se opuso. Algunos de los otros puntos también son importantes, por ejemplo, el punto seis, que permitiría a los monjes no seguir el Vinaya en ningún punto que su maestro no siguiera o practicara.
Este comportamiento se notó, se convirtió en un problema y causó una gran controversia. La Sangha monástica está estructurada de modo que todas las acciones y decisiones deben ser unánimemente acordadas a través del consenso. Dado que los monjes acusados de romper estas diez reglas se negaron a ser reprendidos o reconocieron la culpa, el Sangha no pudo resolver esta disputa de ninguna otra manera que no fuera convocando el Segundo concilio budista.
Algunos de los «Diez puntos» estaban en contra de las reglas menores (dukkata o sekhiya). Antes del Buda páranirvana le dijo a su «venerable» primo carnal Ananda que la comunidad podía, por unanimidad, renunciar a las reglas menores del Vinaya, pero en el Primer consejo budista había incertidumbre sobre a qué reglas se estaba refiriendo y se decidió mantener el Vinaya tal como estaba en la vida del Buda. Sin embargo, 100 años después, algunos monjes sintieron que ciertas reglas podrían relajarse. El Segundo Consejo budista tomó la decisión unánime de no relajar ninguna de las reglas, y censuró el comportamiento de los monjes que fueron acusados de violar los diez puntos.